# Łabędnik (gromada)
Łabędnik – dawna gromada (najmniejsza jednostka podziału terytorialnego Polskiej Rzeczypospolitej Ludowej w latach 1954–72) z siedzibą GRN w Łabędniku.
Gromady, z gromadzkimi radami narodowymi (GRN) jako organami władzy najniższego stopnia na wsi, funkcjonowały od reformy reorganizującej administrację wiejską przeprowadzonej jesienią 1954 do momentu ich zniesienia z dniem 1 stycznia 1973, tym samym wypierając organizację gminną w latach 1954–1972.
Gromadę Łabędnik z siedzibą GRN w Łabędniku utworzono – jako jedną z 8759 gromad na obszarze Polski – w powiecie bartoszyckim w woj. olsztyńskim na mocy uchwały nr 10 WRN w Olsztynie z dnia 4 października 1954. W skład jednostki weszły obszary dotychczasowych gromad Bieliny, Drawa i Łabędnik. ponadto miejscowości Chełmiec, Nowosadki, Pasławki, Śmiardowo i Zawada z dotychczasowej gromady Pasławki oraz miejscowość Spurgle z dotychczasowej gromady Sokolica – ze zniesionej gminy Sokolica w tymże powiecie. Dla gromady ustalono 10 członków gromadzkiej rady narodowej.
1 stycznia 1960 do gromady Łabędnik włączono wsie Dębiany, Łabędnik Mały, Maszewy, Nuny i Wardomy ze zniesionej gromady Maszewy w tymże powiecie.
31 grudnia 1961 do gromady Łabędnik włączono wsie Sokolica i Gruda ze zniesionej gromady Wiatrowiec w tymże powiecie.
Gromada przetrwała do końca 1972 roku, czyli do kolejnej reformy gminnej.